# Склейтер, Уильям
Уильям Латли Склейтер (1863—1944) — британский зоолог, директор музея. Наиболее известен как орнитолог, несмотря на то, что он также описал несколько новых видов амфибий и рептилий.

## Биография
Сын Филипа Склейтера. 1 февраля 1896 года вступил в брак. В 1913—1930 был редактором орнитологического журнала «Ибис». Путешествовал с женой по Африке, побывал в Америке. В 1912 году он опубликовал двухтомный труд «A History of the Birds of Colorado». Во время Первой мировой войны погибли оба пасынка учёного.
В 1942 году его жена Шарлотта, а в 1944 и сам Склейтер скончались от ран, полученных ими во время немецких бомбардировок Лондона и попадания Фау-1 в дом учёного соответственно.

## Вклад в науку
В 1891 в одной работе описал 4 новых вида змей. Вид змей Enuliophis sclateri (Boulenger, 1894) был назван в честь отца учёного Филипа.